# José Luis Riquelme y Gómez
José Luis Riquelme y Gómez (Granada, 2 de juny de 1813 — Barcelona, 17 d'agost de 1888) fou un militar i polític andalús, diputat a Corts, senador vitalici i Capità general de Catalunya.

## Biografia
Era fill d'Agustín Riquelme y Rivera, alcalde del Crim de la Cancelleria de Granada, i germà del també militar Joaquín Riquelme y Gómez. En 1835 ingressà com a cadet a l'Acadèmia d'Artilleria de Segòvia, d'on va sortir el 1839 amb el grau de tinent. Va lluitar en la primera guerra carlina, fou professor de l'Escola d'Estat Major (1847) i en 1850 fou destinat a Cuba, on el 1852 assoleix el grau de coronel de cavalleria i el 1854 és nomenat governador de Trinidad. Deixà el càrrec en 1858 quan fou elegit diputat a les Corts per Motril.
En 1863 és ascendit a brigadier, nomenat governador militar de Santoña i en 1864 elegit diputat per Granada per la Unió Liberal, càrrec que deixarà en 1866. Després de la revolució de 1868 es ascendit a general de divisió, en 1869 és encarregat de lluitar contra els aixecament republicans a Cadis i Màlaga i en 1871 és ascendit a mariscal de camp i nomenat cap de la Divisió de Cavalleria i Artilleria de Castella la Nova.
En 1871 torna a Cuba com a cap de l'Estat Major de l'illa, sota les ordres de Blas Villate y de la Hera. Allí va romandre lluitant contra els independentistes cubans fins que el 1875 és ascendit a tinent general. Fou elegit novament diputat per Granada a les eleccions generals espanyoles de 1876 pel Partit Liberal Fusionista, però va renunciar a l'escó en 1877 quan fou nomenat senador vitalici. De 1876 a 1879 fou Director General del Cos de Carrabiners, de 1881 a 1883 Director General de Cavalleria i de 1883 a 1886 Capità general de Catalunya. Poc abans de morir en 1888 fou nomenat president de la Junta Superior Consultiva de Guerra.